# منثور
المنثور أو مَتيُولة (Matthiola) جنس نباتي من الفصيلة الصليبية وهو عالي الأهمية وكثير الانتشار في الحدائق وله رائحة عطرية مميزة تخرج من النبات عند الغروب، موطنه الأصلي حوض البحر الأبيض المتوسط ومنه أنواع عديدة أهمها المنثور الرمادي (باللاتينية: Matthiola incana) منها M. Longipetala ذو البتلات الطويلة ثنائية اللون. يضم 50 نوعًا مقبولا و43 نوعا لم يحسم أمرها بعد. ينمو بعضها في الوطن العربي (وخاصة في المشرق والمغرب) وحوض البحر الأبيض المتوسط. بعض نباتاتها حولية وبعضها معمرة.

## الوصف النباتي
نبات المنثور حولي شتوي متوسط إلى عالي الارتفاع، أوراقه رمحية لسانية الشكل طويلة، لونها أخضر رمادي. أزهاره نجمية رباعية ذات بتلات عطرية تتفتح عند الغروب وهي غنية الألوان تتوضع في الجزء العلوي من الساق ومنها الأبيض والأحمر والوردي والأرجواني والبنفسجي والأزرق، الزهرة مفردة أو مزدوجة بحسب الأصناف، طول حاملها 60 سم وهي صالحة للقطف، يتحمل المنثور الصقيع، ويعطي أزهاراً طيلة فصل الربيع وحتى أوائل الصيف عندما تكون الحرارة منخفضة، يحب النبات المواقع المشمسة والتربة الرملية جيدة الصرف ويمكن التبكير بإنتاجه من خلال زراعته في المراقد الداخلية، يزرع المنثور في الأحواض وعلى أطرافها وللتحديد بينها، أزهاره مرغوبة وتسوق تجارياً.

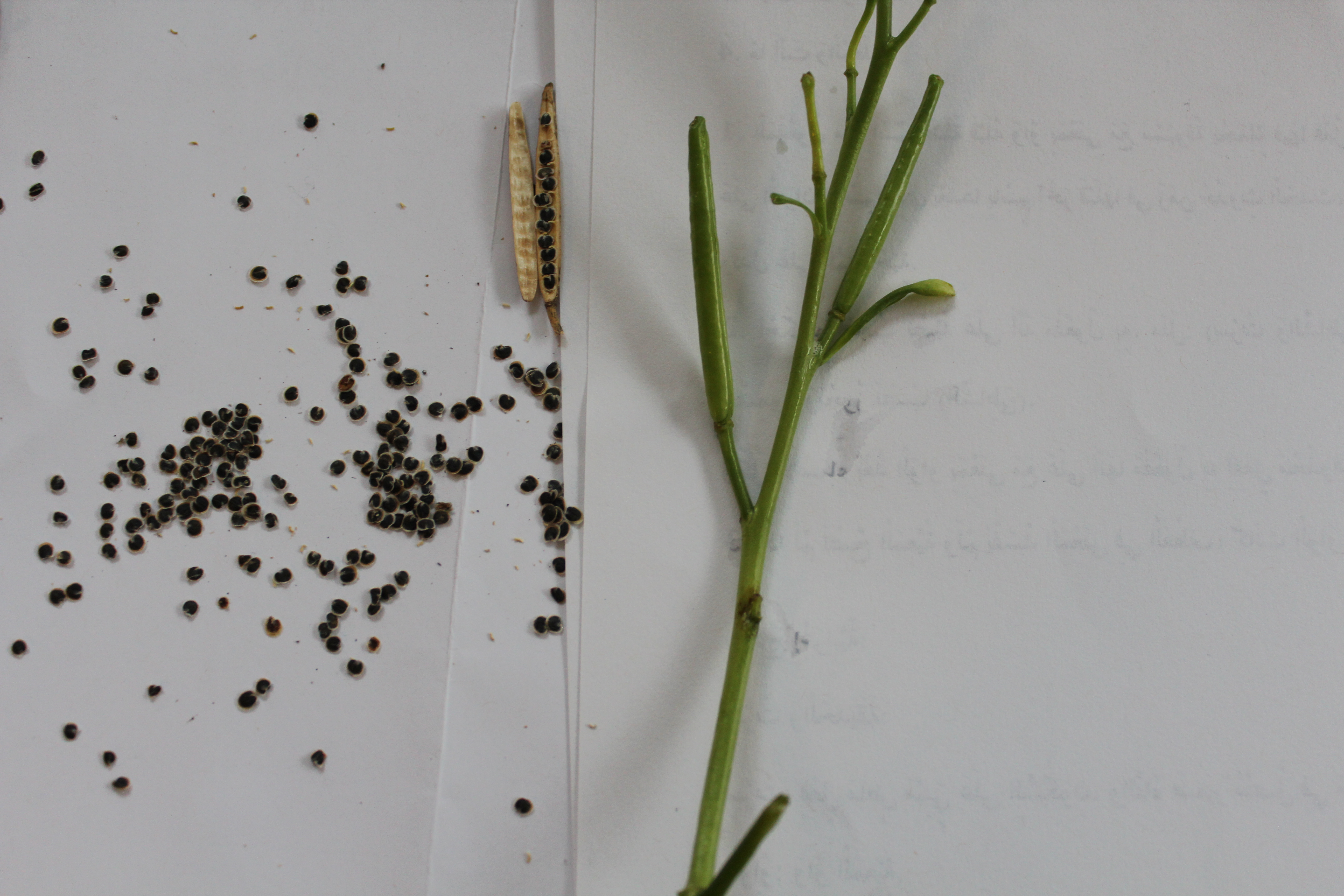
خرادل وبذور المنثور الرمادي

## في الأدب والثقافة
يشار إلى المنثور في إحدى اغنيات فيروز وتشير إلى رائحته الزكية.

## من أنواعهالواطنةفي الوطن العربي
1. المنثور الدمشقي (باللاتينية: Matthiola damascena) في بلاد الشام
2. المنثور سميك الأوراق (باللاتينية: Matthiola crassifolia) في بلاد الشام
3. المنثور الشجيري (باللاتينية: Matthiola fruticulosa) في بلاد الشام
4. المنثور طويل البتلات نويع ثنائي القرون (باللاتينية: Matthiola longipetala subsp. bicornis) في بلاد الشام
5. المنثور طويل البتلات نويع طويل البتلات (باللاتينية: Matthiola longipetala subsp. longipetala) في بلاد الشام
6. المنثور العربي (باللاتينية: Matthiola arabica) في بلاد الشام
7. المنثور قليل الأزهار (باللاتينية: Matthiola parviflora) في بلاد الشام

## من أنواعه الأخرى
- المنثور الرمادي (باللاتينية: Matthiola incana)